# Eddy Casteels
Eddy Casteels, né le 19 août 1960 à Malines en Belgique, est un entraîneur belge de basket-ball.